# Opéra de Lille
L'Opéra de Lille è un teatro situato a Lilla.
Dal 1999 è monumento storico di Francia.

## Storia
L'Opéra de Lille è un teatro in stile neoclassico costruito tra il 1907 il 1913 e inaugurato ufficialmente nel 1923.
Sostituì il Grand Théâtre, costruito nello stesso luogo su progetto di Michel-Joseph Lequeux nel 1785 e andato completamente distrutto a causa di un incendio nel 1903.
L'amministrazione cittadina indisse un concorso per la costruzione del nuovo edificio teatrale che fu vinto dall'architetto Louis Marie Cordonnier, che si ispirò alle opere di Victor Louis e di Charles Garnier e in generale all'architettura del teatro all'italiana.
L'inaugurazione venne ritardata a causa della prima guerra mondiale, durante la quale il teatro non ancora ultimato venne anche requisito dalle forze armate tedesche.
Chiuso nel 1998 per lavori di restauro, è stato nuovamente inaugurato alla fine del 2003.

## Galleria d'immagini

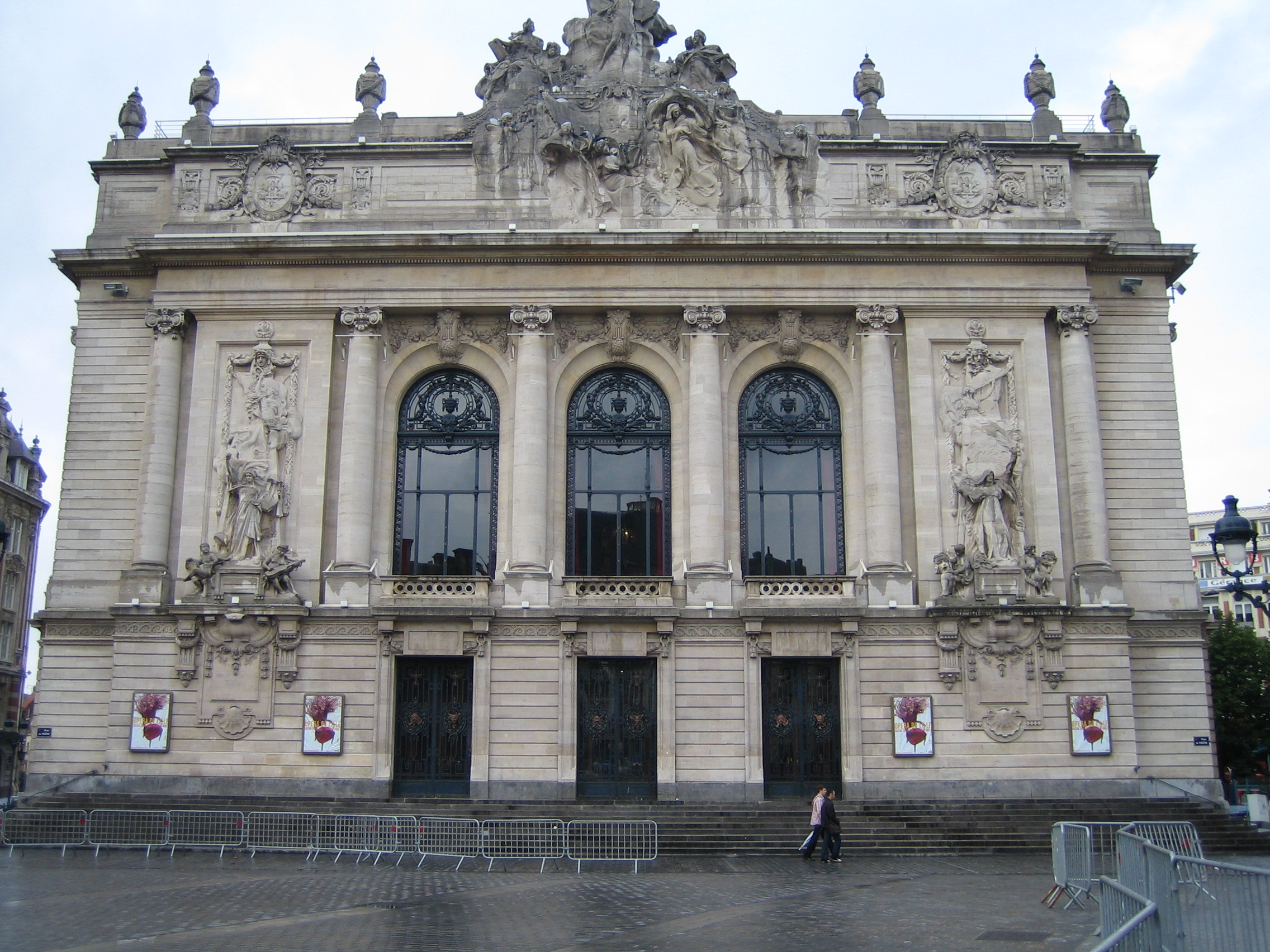
La facciata
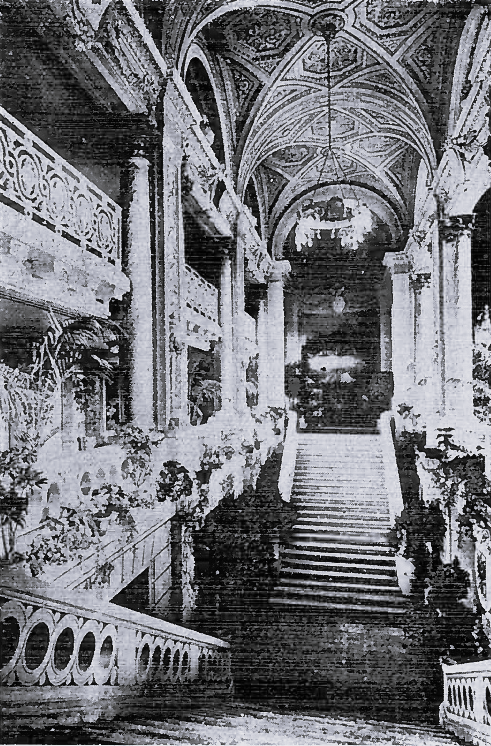
Scala
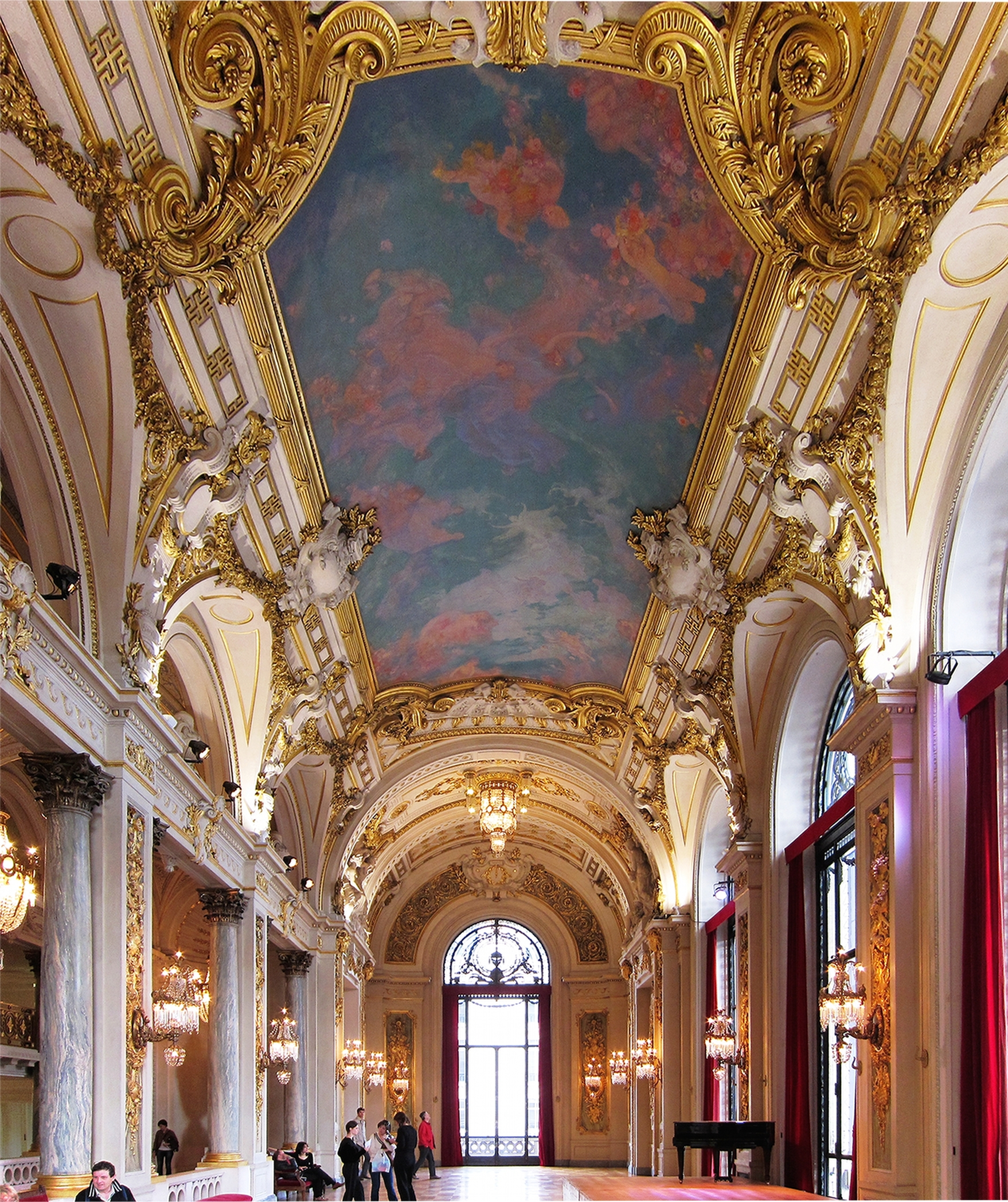
Il foyer
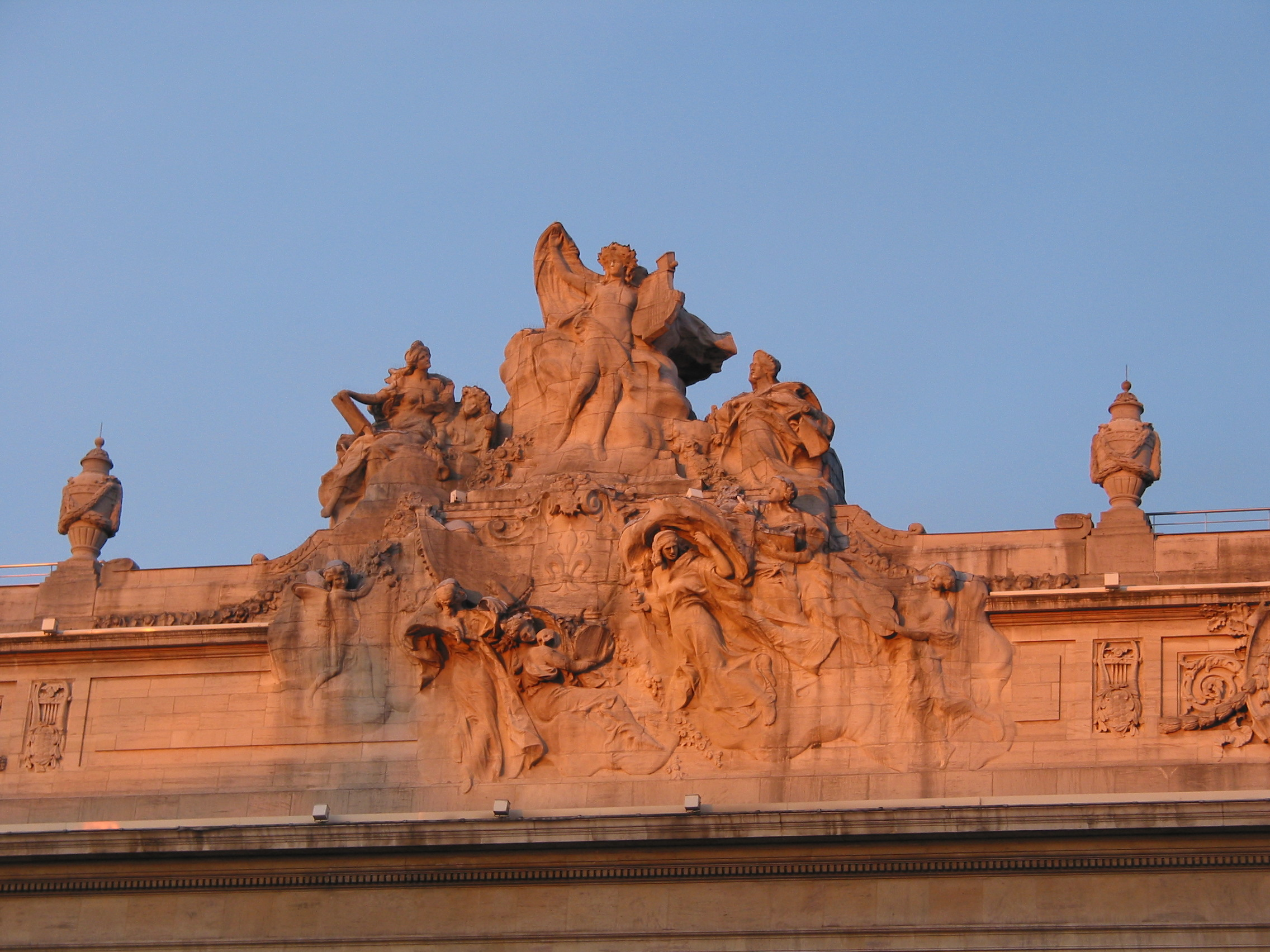
Sculture e decorazioni della facciata